# Baie de Perekop
La baie de Perekop, en ukrainien : Перекопська затока, en russe : Перекопский залив, est une baie de la mer Noire, au fond du golfe de Karkinit, entre l'isthme de Perekop qui relie la Crimée au continent à l'est et l'Ukraine continentale au nord-ouest.